# Valdemadera
Valdemadera ist ein Ort und eine zur bevölkerungsarmen Serranía Celtibérica gehörende Gemeinde (municipio) mit insgesamt nur noch 12 Einwohnern (Stand: 2024) im Südosten der Autonomen Gemeinschaft La Rioja im Norden Spaniens.

## Lage und Klima
Valdemadera liegt in der Übergangszone vom Iberischen Gebirge im Süden zum Ebro-Tal im Norden und gut 70 km (Fahrtstrecke) südsüdöstlich der Provinzhauptstadt Logroño in einer Höhe von ca. 975 m; bis nach Saragossa sind es weitere 125 km in ostsüdöstlicher Richtung. Das Klima ist gemäßigt bis warm; Regen (ca. 605 mm/Jahr) fällt hauptsächlich im Winterhalbjahr.

## Bevölkerungsentwicklung
| Jahr      | 1970 | 1981 | 1991 | 2001 | 2011 | 2021 |
| Einwohner | 64   | 20   | 17   | 13   | 9    | 10   |

## Sehenswürdigkeiten
- Kirche der Unbefleckten Empfängnis

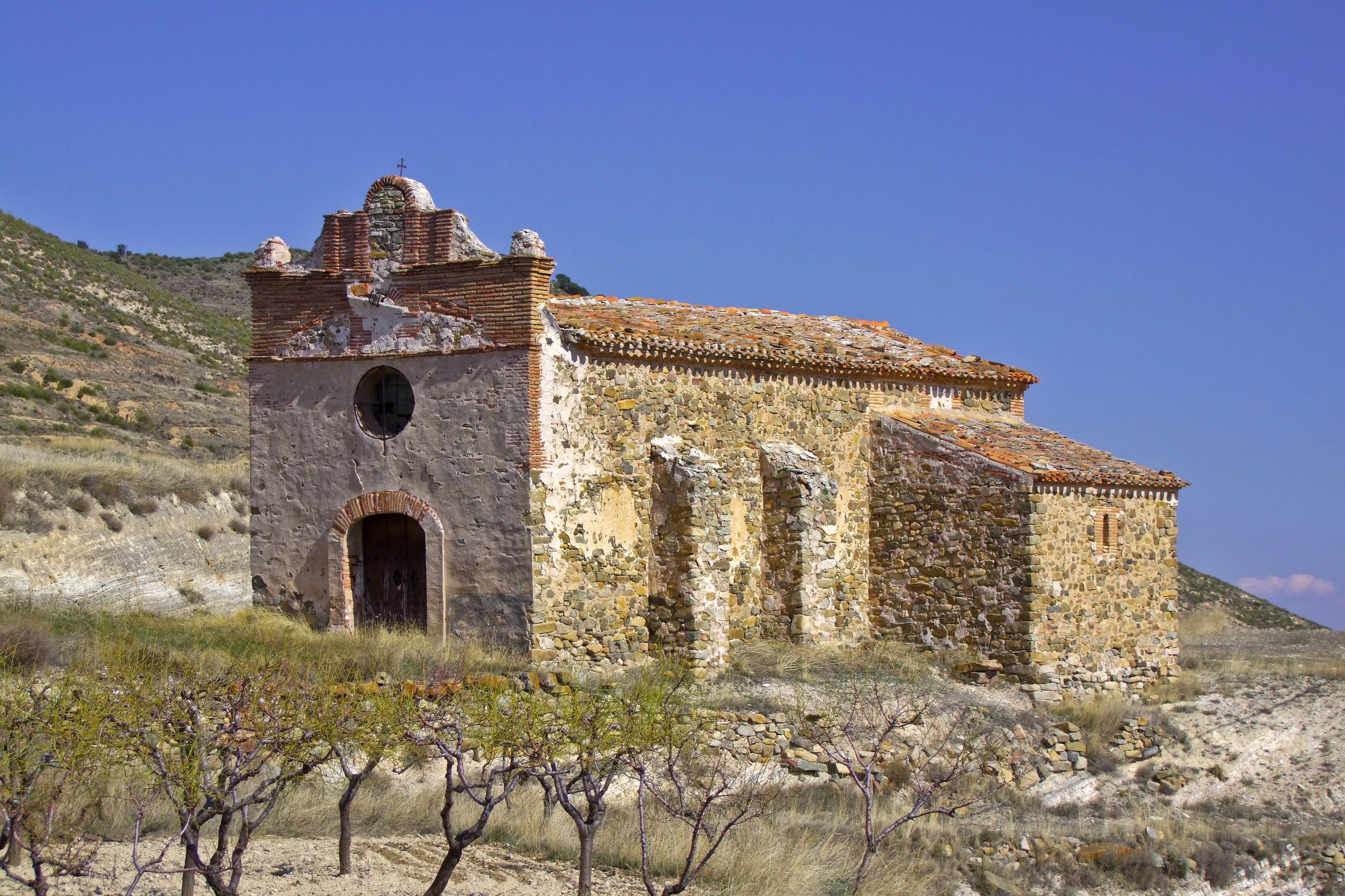
Pelagiuskapelle

- Pelagiuskapelle